# Cordylus ukingensis
Cordylus ukingensis är en ödleart som beskrevs av  Arthur Loveridge 1932. Cordylus ukingensis ingår i släktet Cordylus och familjen gördelsvansar. Inga underarter finns listade i Catalogue of Life.